# Маркхейм
«Маркхейм» (также «Убийца», англ. Markheim) — рассказ Р. Л. Стивенсона, опубликованный в 1885 году в сборнике The Broken Shaft: Tales of Mid-Ocean в ежегоднике Unwin's Christmas Annual. Позже он вошёл в сборник Стивенсона «Весёлые Молодцы и другие рассказы и басни» 1887 года.

## Сюжет
В первый день Рождества человек по имени Маркхейм приходит в антикварную лавку, говоря, что ему нужно купить подарок для богатой невесты. Маркхейм знаком антиквару, поскольку ранее продавал ему старинные вещи, якобы из коллекции дядюшки. Когда антиквар выбирает подарок, Маркхейм убивает его, закалывая кинжалом. Он знает, что служанка антиквара отлучилась, но со временем вернётся, и до её прихода ему нужно найти и взять деньги антиквара.
Однако после убийства состояние Маркхейма меняется: ему отовсюду слышатся звуки и кажется, что его вот-вот разоблачат либо соседи, которые могли слышать шум, либо посетители, которые могут внезапно зайти. Маркхейм пробирается в гостиную со связкой ключей, начиная искать деньги. Вдруг он слышит на лестнице шаги, и в комнату заходит человек, черты которого Маркхейм не может разглядеть: незнакомец чем-то напоминает Маркхейму его самого, а с другой стороны Мархкейм подозревает, что это может быть сам дьявол.
Между незнакомцем и Маркхеймом происходит разговор, в котором незнакомец напоминает Маркхейму, как низко тот пал в последние годы, что теперь не остановился даже перед убийством. По его словам, служанка уже идёт обратно, и Маркхейму ничего не остаётся, как убить и её, и потом спокойно искать деньги. Однако Маркхейм говорит, что хотя в нём всё время ведётся борьба добра со злом, он не хочет дать злу победить и принимает другое решение. В этот момент лицо незнакомца «смягчилось и просветлело чувством торжества и нежности», и он исчез.
Раздаётся стук в дверь, Маркхейм открывает служанке и просит её вызвать полицию, потому что он убил её хозяина.

## Проблематика
В литературе нередко отмечается, что рассказ написан под влиянием Достоевского и является своего рода парафразом «Преступления и наказания». Однако эта точка зрения не является общепринятой. Стивенсон не мог быть знакомым с английским переводом романа Достоевского, который вышел только в 1886 году. В течение 1885 года у него появилась книга во французском переводе, однако доподлинно неизвестно, насколько она могла непосредственно послужить толчком для написания рассказа. Так или иначе, в своём рассказе Стивенсон фокусируется лишь на одном эпизоде, а именно переживаниях убийцы непосредственно после убийства; кроме того, в отличие от Раскольникова, который совершил второе убийство, герой Стивенсона отказывается от такого шага.
В рассказе затронута также тема раздвоения личности, ранее намеченная Стивенсоном в «Весёлых Молодцах», а позднее ставшая ключевой в повести о Джекиле и Хайде.

## Адаптации
Рассказ несколько раз экранизировался в рамках телевизионных сериалов, в том числе Suspense  1952 года (эпизод «All Hallows Eve»), Screen Directors’ Playhouse 1955—56 годов (эпизод «Маркхейм») и Rendezvous  1959 года (эпизод «Маркхейм»).
По мотивам рассказа также были написаны две одноактные оперы: композитором Карлайлом Флойдом (по собственному либретто) в 1966 году и композитором Карло Дери (также собственному либретто) в 2015 году.